# IC 533
IC 533 је спирална галаксија у сазвјежђу Хидра која се налази на листи објеката дубоког неба у Индекс каталогу.
Деклинација објекта је - 3° 59' 29" а ректасцензија 9h 20m 23,3s. Привидна величина (магнитуда) објекта IC 533 износи 14,7 а фотографска магнитуда 15,5.